# John Quayle (polityk)
John Francis Quayle (ur. 1 grudnia 1868 w Brooklynie, zm. 27 listopada 1930 w Brooklynie) – amerykański polityk, członek Partii Demokratycznej.

## Działalność polityczna
W okresie od 4 marca 1923 do śmierci 27 listopada 1930 przez cztery kadencję (w listopadzie 1930 wybrany na piątą kadencję) był przedstawicielem 7. okręgu wyborczego w stanie Nowy Jork w Izbie Reprezentantów Stanów Zjednoczonych. 
Jego miejsce w Izbie Reprezentantów miał zająć polityk Partii Demokratycznej Matthew Vincent O'Malley (ur. 25 czerwca 1878 w Brooklynie), który w lutym 1931 wygrał wybory, ale nie zdążył złożyć ślubowania, gdyż nie było sesji, a trzy miesiące później zmarł 26 maja 1931 w Brooklynie.